# Budoi
Budoi(słow. Bodonoš) – wieś w Rumunii, w okręgu Bihor, w gminie Popești. W 2011 roku liczyła 720 mieszkańców.